# ناحیه هارت، میشیگان
ناحیه هارت (به انگلیسی: Hart Township) یک منطقهٔ مسکونی در ایالات متحده آمریکا است که در شهرستان اوشنا، میشیگان واقع شده‌است.
 ناحیه هارت ۸۸٫۷ کیلومتر مربع مساحت و ۱٬۸۵۳ نفر جمعیت دارد و ۲۱۹ متر بالاتر از سطح دریا واقع شده‌است.